# Clastoptera monticola
Clastoptera monticola är en insektsart som beskrevs av Victor Lallemand 1939. Clastoptera monticola ingår i släktet Clastoptera och familjen Clastopteridae. Inga underarter finns listade i Catalogue of Life.